# Ozirhincus anthemidis
Ozirhincus anthemidis är en tvåvingeart som först beskrevs av Rubsaamen 1916.  Ozirhincus anthemidis ingår i släktet Ozirhincus och familjen gallmyggor. Inga underarter finns listade i Catalogue of Life.